# Sascha Philipp
Sascha Philipp (* 1972 in Herdecke) ist ein deutscher Politiker (SPD). Von 2021 bis 2024 war er Abgeordneter im Landtag Brandenburg.

## Leben
Philipp studierte von 1992 bis 1995 Agrarwissenschaften und absolvierte anschließend bis 1996 eine landwirtschaftliche Ausbildung. Daran schloss sich von 1997 bis 1999 ein Fachstudium Ökolandbau an. Seit 1999 ist er geschäftsführender Gesellschafter des Landguts Pretschen.
Philipp ist evangelisch, verheiratet und lebt in Pretschen.

## Politik
Philipp ist seit 2017 Mitglied der SPD. Seit 2019 ist er wieder Mitglied des Ortsbeirats Pretschen, dem er bereits von 2008 bis 2011 angehörte. Von 2014 bis 2019 war er sachkundiger Einwohner und von 2019 bis 2022 Mitglied des Kreistages Dahme-Spreewald.
Bei der Landtagswahl in Brandenburg 2019 kandidierte Philipp im Landtagswahlkreis Dahme-Spreewald III und auf Platz 9 der Landesliste seiner Partei, verfehlte jedoch zunächst den Einzug in den Landtag. Am 27. Oktober 2021 rückte er für Simona Koß in den Landtag nach. Bei der Landtagswahl 2024 trat er nicht erneut an und schied somit aus dem Landtag aus.